# Pont d'Öland

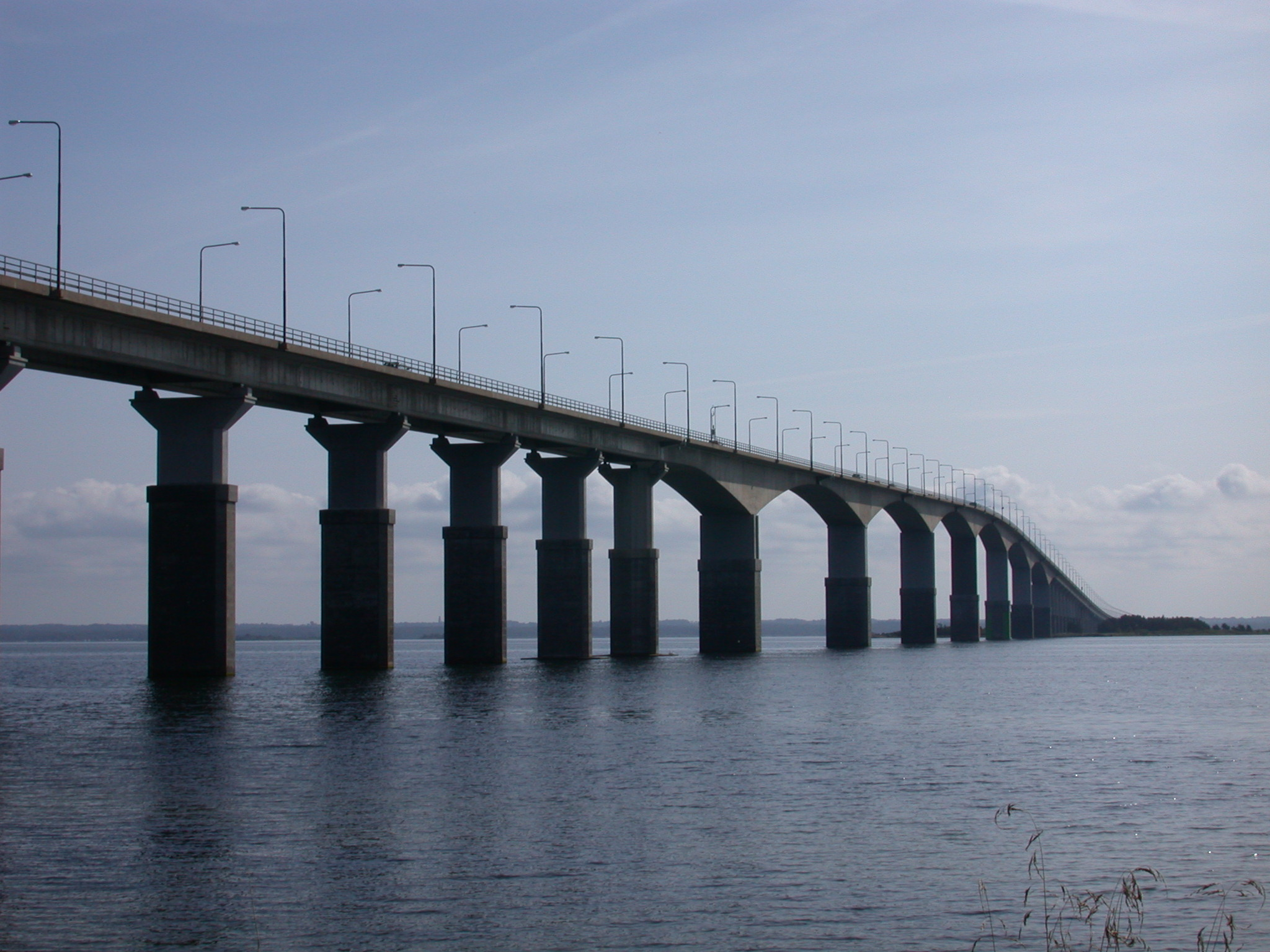
Pont d'Öland, vist des de Kalmar

El Pont d'Öland (en suec Ölandsbron) és un pont que uneix les ciutats de Kalmar a la Suècia continental amb Färjestaden, a l'illa d'Öland, superant l'estret de Kalmar. Amb 6.072 metres, és un dels més llargs d'Europa (el més llarg abans de la construcció del Pont Vasco da Gama el 1998). Està suportat per 156 pilars, i té una característica gepa en el seu extrem occidental, amb la finalitat de possibilitar el pas dels vaixells per sota.

## Construcció
El pont d'Öland fou inaugurat el 30 de setembre de 1972. La construcció, que durà 4 anys i mig, costà 80 milions de corones sueques. El pont també fou preparat per al transport d'aigua fresca des de terra ferma fins a Öland. Tot i que el pont rebé majoritàriament suports, també hi hagué crítiques negatives. Certs sectors consideraven que podria amenaçar el medi ambient, possiblement causant un gran flux de turisme que faria perillar els vulnerables ecosistemes de l'illa d'Öland.